# 森啓蔵
森 啓蔵（もり けいぞう、1881年〈明治14年〉2月 - 没年不明）は、日本の実業家。

## 経歴
鳥取県西伯郡夜見村（現・米子市夜見町）出身。森磯吉の二男。1905年、東亜同文書院政治科（第2期生）を卒業。陸軍通訳官、満鉄奉天駅貨物主任、山東鉄道事務官等を歴職、1922年（大正11年）に辞す。
銀行会社の重役である。洞海汽船、昭和商事各社長、洞海汽船専務、山陰銀行代表取締役・同専務、山九運輸取締役、日本産業貯蓄銀行、山陰製糸所各監査役などをつとめる。

## 人物
日本産業貯蓄銀行専務の門脇孝一、その妹婿で同行監査役の森啓蔵らにかかる産貯行金横領、背任事件で、1933年（昭和8年）9月に森啓蔵は検事の取り調べを受け勾引状を発せられ、刑務所へ収容された。
趣味は庭球、柔道、短艇。宗教は浄土宗。住所は兵庫県武庫郡精道村（現・芦屋市）、鳥取県西伯郡夜見村、東京市麻布区市兵衛町二丁目（現・東京都港区）。

## 家族・親族
森家
- 妻・とく（1888年 - ?、鳥取、門脇孝一の妹）[1][2]
- 息子、娘[1][2]

親戚
- 妻の兄・門脇孝一[1]（弁護士、日本産業貯蓄銀行専務）